# Bella Ramsey
Pour les articles homonymes, voir Ramsey.
Isabella Ramsey, dite Bella Ramsey, est une actrice britannique née le 25 septembre 2003 à Nottingham (Angleterre).
Bella Ramsey fait ses débuts en incarnant la jeune noble Lyanna Mormont dans la série médiévale-fantastique Game of Thrones (2016-2019) de la chaîne HBO. Par la suite Bella Ramsey obtient le rôle principal d'Amandine dans la série fantastique Amandine Malabul, sorcière maladroite (2017-2020), ainsi que celui d'Hilda dans la série d'animation homonyme (2018-).
Bella Ramsey poursuit sa carrière en obtenant les rôles d'Angelica dans His Dark Materials : À la croisée des mondes (2020) et de Lady Jeanne Grey dans Becoming Elizabeth (2022), avant de jouer le rôle titre de la comédie médiévale Catherine Called Birdy (en) (2022).
En 2023, Bella Ramsey tient l'un des deux rôles principaux, celui d'Ellie, dans la série post-apocalyptique The Last of Us, avec Pedro Pascal, dans le rôle de Joel, sur HBO.

## Biographie

### Jeunesse
Isabella May Ramsey naît le 25 septembre 2003 à Nottingham en Angleterre. Ramsey découvre la scène dès l’âge de quatre ans, après avoir accompagné sa grande sœur à un cours de théâtre. Ramsey en a onze lorsque son profil est remarqué par les équipes de The Television Workshop, une plate-forme qui détecte les jeunes talents de demain à travers le Royaume-Uni.

### Carrière

#### Révélation et progression (2016-2021)
De 2016 à 2019, Bella Ramsey incarne Lyanna Mormont dans la série de dark fantasy médiévale Game of Thrones diffusée sur la chaîne HBO. Il s'agit du premier rôle qui lui soit attribué. Après sa première apparition dans une scène dans le septième épisode de la sixième saison de Game of Thrones, les fans et les critiques ont salué son interprétation d'un personnage dirigeant anticonventionnel. Cette réaction a été répétée après son apparition dans le dernier épisode de la saison, avec le Hollywood Reporter, désignant Ramsey comme « star montante de la saison 6 ». Bella Ramsey est de retour pour la septième saison, puis pour la huitième.
Ramsey joue aussi le rôle principal dans l'adaptation télévisée d'Amandine Malabul de 2017 à 2019. Bella Ramsey ne participe pas à la quatrième saison, et Lydia Page reprend son rôle.
L'agence d'acteurs Conway van Gelder Grant représente Bella Ramsey.
Depuis 2018, Bella Ramsey prête sa voix au personnage d'Hilda dans la série d'animation homonyme sur Netflix, d'après la bande dessinée de Luke Pearson.
En 2019, Bella Ramsey devient porte-parole du « Prince William Award », une association caritative fondée par le prince William.
En 2020, Ramsey prête sa voix à Edith Sitwell dans la fiction audio Edith Sitwell in Scarborough.

#### Une plus grande exposition (2022-)

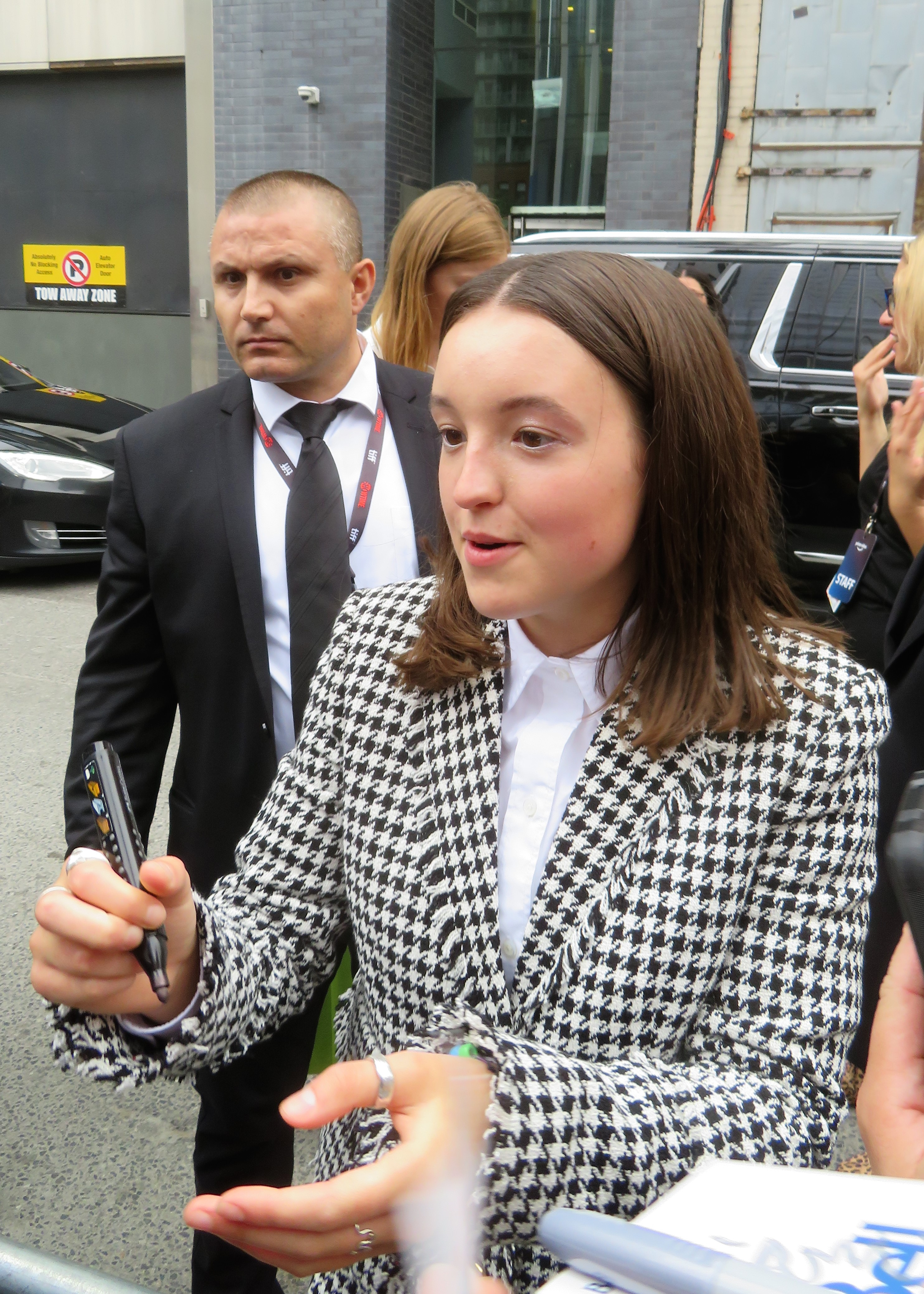
Bella Ramsey en 2022.

Le 11 février 2021, HBO annonce que Bella Ramsey incarnera le personnage de Ellie dans la série The Last of Us, adaptation du jeu vidéo original. Entre-temps, son année 2022 est chargée, interprétant le rôle de Lady Jeanne Grey dans la série historique Becoming Elizabeth diffusée sur Starz, ainsi que le rôle-titre de la comédie médiévale Catherine Called Birdy (en) de Lena Dunham,. Ramsey prête également sa voix à Whisper dans la fiction audio Impact Winter disponible sur Audible.
En novembre 2022, HBO annonce la diffusion de la série The Last of Us à partir du 15 janvier 2023 . En amont de sa diffusion, la série reçoit de nombreux retours positifs de la part de la presse spécialisée.

### Vie privée
Bella Ramsey se définit comme non binaire, se souciant peu des pronoms utilisés pour se référer à sa personne. Dans une interview avec le New York Times, Ramsey a déclaré : « Je ne suis vraiment qu'une personne. Me faire genrer n'est pas quelque chose que j'aime particulièrement, mais en termes de pronoms, je m'en fiche complètement,. » Ramsey privilégie actuellement le pronom neutre they (iel). Néanmoins, Ramsey affirme qu’il est très important de garder les catégories masculine et féminine notamment pour la reconnaissance des femmes dans le milieu du cinéma. 
Ramsey officialise son couple avec la comédienne canadienne Maisy Stella en septembre 2024.
Bella Ramsey a souffert d'anorexie mentale. Par ailleurs, Bella se décrit comme de religion chrétienne, indiquant que sa foi l'a aidée pendant son combat contre l'anorexie. En 2020, Bella a tenu une chaîne YouTube et un compte Instagram associé appelés « United Hope » où était partagée sa foi,.
Lors du tournage de The Last of Us, Ramsey reçoit un diagnostic de neurodivergence et plus précisément d'autisme. Ramsey explique à ce propos avoir une forte sensibilité aux micro-expressions et aux codes sociaux, et déclare se sentir plus à l'aise et en confiance avec des adultes qu'avec des personnes de son âge,,.

## Filmographie
Sauf indication contraire, les informations mentionnées dans cette section peuvent être confirmées par la base de données cinématographiques IMDb,  présente dans la section « Liens externes ».

### Cinéma
- 2017 : Two for Joy : Miranda
- 2018 : Holmes & Watson : Flotsam
- 2019 : Judy de Rupert Goold : Lorna Luft
- 2019 : Resistance de Jonathan Jakubowicz : Elsbeth
- 2022 : Catherine Called Birdy (en) de Lena Dunham : Lady Catherine
- 2023 : Requiem (en) de Em J. Gilbertson : Evelyn
- 2023 : Chicken Run : La Menace nuggets de Sam Fell : Molly (voix)

### Télévision

#### Séries télévisées
- 2016–2019 : Game of Thrones : Lyanna Mormont (9 épisodes)
- 2017–2019 : Amandine Malabul, sorcière maladroite : Amandine Malabul (en) (Mildred Hubble en VO) (39 épisodes)
- 2017 : Requiem : Mathilde jeune
- 2018-2023 : Hilda : Hilda (animation, 34 épisodes)
- 2020 : Shepherd's Delight : la fille dans le parc
- 2020 : La Colo magique : Ramona à 15 ans
- 2020 : His Dark Materials : À la croisée des mondes : Angelica (6 épisodes)
- 2022 : Becoming Elizabeth : Lady Jeanne Grey (6 épisodes)
- depuis 2023 : The Last of Us : Ellie
- 2023 : Time (en) (saison 2) : Kelsey Morgan

#### Téléfilms
- 2021 : Hilda et le Roi de la montagne : Hilda (animation)

## Fictions audio
- 2020 : Edith Sitwell in Scarborough : Edith Sitwell
- 2022 : Impact Winter : Whisper

## Distinctions
Sauf indication contraire, les informations mentionnées dans cette section peuvent être confirmées par la base de données cinématographiques IMDb,  présente dans la section « Liens externes ».

### Récompenses
- British Academy Children's Awards (en) 2019 : meilleure jeune interprète dans une série télévisée dramatique pour Amandine Malabul, sorcière maladroite
- CinEuphoria Awards (es) 2020 : prix spécial d'honneur de la meilleure distribution dans une série télévisée dramatique pour Game of Thrones

### Nominations
- British Academy Children's Awards (en) 2018 : meilleure jeune interprète dans une série télévisée dramatique pour Amandine Malabul, sorcière maladroite
- Golden Globes 2024 : Meilleure actrice dans une série télévisée dramatique pour The Last Of Us